# الفصل بين الكنيسة والدولة في الولايات المتحدة
«الفصل بين الكنيسة والدولة» عبارة مجازية أعيدت صياغتها على يد توماس جيفرسون واستخدمها آخرون في التعبير عن فهم مقصد ووظيفة من بند تأسيس الدولة وبند الممارسة الحرة من التعديل الأول لدستور الولايات المتحدة الذي ينص على: «لا يجوز للكونغرس إصدار قانون يراعي ترسيخ معتقد أو يحظر ممارسته بحرية...».
أعيدت صياغة المبدأ من عبارة توماس جيفرسون «الفصل بين الكنيسة والدولة». استخدمت للتعبير عن فهم المقصد وراء هذا التعديل ووظيفته، الذي يسمح بحرية الدين. تعود العبارة عمومًا إلى رسالة كبتها كتبها توماس جيفرسون في الأول من يناير سنة 1802، موجهة إلى جمعية دانبوري المعمدانية في كونكتيكت، ونشرت في إحدى صحف ماساتشوستس.

كتب جيفرسون:
«إيمانًا منا بأن الدين مسألة تقع فقط بين الإنسان وربه، وأنه لا يدين لأي شخص آخر بمسؤوليته عن عقيدته أو عبادته، وأن السلطات الشرعية في الحكومة مسؤولة عن الأفعال فقط، لا الآراء، وأرتئي أن السيادة الموقرة التي تمثل الشعب الأمريكي بأكمله والتي أعلنت بتشريعها أن «لا يصدر أي قانون يراعي ترسيخ معتقد، أو يحظر ممارسته بحرية»، عليها بالتالي بناء جدار للفصل بين الكنيسة والدولة. تبعًا لهذا التعبير الصادر عن الإرادة العليا للأمة من أجل حقوق الإرادة، سأتيقن بارتياح خالص ارتقاء تلك الفكرة التي تميل إلى استعادة الإنسان جميع حقوقه الطبيعية، اقتناعًا بأنه ليس للمرء من حق طبيعي يعارض واجباته الاجتماعية».
يستقصي جيفرسون آراء مفكرين آخرين، بمن فيهم روجر وليامز، معمداني مرتد ومؤسس بروفيدنس، رود آيلاند. كانبًا سنة 1802:
«عندما حفرت الكنيسة ثغرًا في سور الفصل بين جنة الكنيسة وبيداء العالم، هدم الرب السور بكامله، وأزال الشمعدان وغيره، وجعل من تلك الجنة قفرًا كما هو عليه الحال اليوم. وبالتالي، لو أراد يومًا إرجاع جنته وفردوسه مجددًا، فعليه إحاطتها بنفسه بمنأى عن العالم، وسيخلص كل الناجين من قفر هذا العالم».
تماشيًا مع عدم وجود دين راسخ للدولة في الولايات المتحدة، على عكس ما كان عليه الحال في العديد من الدول الأوروبية في ذلك الوقت، تنص المادة السادسة من الدستور على أنه «لا يجوز بتاتًا طلب أي اختبار ديني كمؤهل لأي منصب أو إشراف عام في الولايات المتحدة».
استشهدت المحكمة العليا في الولايات المتحدة مرارًا باستعارة جيفرسون لجدار الفصل. في قضية رينولدز ضد الولايات المتحدة (1879)، كتبت المحكمة أن تعقيبات جيفرسون «قد تكون مقبولة تقريبًا بوصفها إعلانًا موثوقًا بع لنطاق التعديل الدستوري الأول وانعكاساته». في قضية إيفرسون ضد مجلس التعليم (1947)، كتب القاضي هوغو بلاك «على حد تعبير توماس جيفرسون، كان القصد من البند الذي يعارض ترسيخ معتقد بموجب القانون هو إقامة جدار فاصل بين الكنيسة والدولة».
على خلاف هذا التأكيد على الفصل، أيدت المحكمة العليا في قضية زوراخ ضد كلوسون (1952) مبدأ المواءمة، معتبرة أن «مؤسسات الأمة تفترض وجود كائن أسمى» وأن الاعتراف الحكومي بوجود الرب لا يبرر قانونًا تأسيس كنيسة للدولة، وهو ما عمل القائمون على صياغة الدستور على منعه».
لا يزال مدى الفصل بين الحكومة والدين في الولايات المتحدة موضع جدل.

## التاريخ القديم
سافر العديد من المهاجرين الأوائل إلى أمريكا الشمالية لتجنب الاضطهاد الديني في أوطانهم، سواء على مستوى طائفي أو ديني أو عشائري. قدم بعض المهاجرين من إنجلترا بعد الحرب الأهلية الإنجليزية وصعود الطوائف البروتستانتية المعارضة في إنجلترا. هرب آخرون من الصراعات الدينية البروتستانتية الكاثوليكية في فرنسا وألمانيا. كان بين المهاجرين أفراد من المنشقين المستقلين مثل البيوريتانيين (التطهيريين)، الذين كانوا مسيحيين بروتستانتيين هاربين من الاضطهاد الديني على يد الملك الأنجليكي لإنجلترا، وفي ما بعد منشقين، مثل المعمدانيين.
تنوعت المواقف التي اتخذتها الجماعات المختلفة تجاه التسامح الديني؛ مثلًا، أراد البيوريتانيون في البداية مجتمعًا بيوريتانيًا بالكامل. في حين أن بعض القادة، مثل روجر وليامز مؤسس رود آيلاند، وكوكر وليم بن مؤسس بنسلفانيا، ضمنوا حماية الأقليات الدينية ضمن مستعمراتهم؛ أسست مستعمرة بليموث ومستعمرة خليج ماساتشوستس في نيو إنجلاند كنائس كانت بيوريتانية في بدايتها. أنشأت المستعمرة الهولندية في نيو نذرلاند (هولندا الجديدة) الكنيسة المصلحة الهولندية التابعة للدولة، وحظرت جميع أشكال العبادة الأخرى، إلا أن إنفاذ القوانين كان محدودًا في ما كان أساسًا مستعمرة تجارية. في بعض الحالات، أرادت السلطات القضائية المواءمة الدينية لأسباب اقتصادية: إذ كانت الكنيسة مسؤولة عن إعانة الفقراء، ما وضع الكنائس المنشقة في وضع لا تحسد عليه.

### كنائس الدولة في أمريكا الشمالية البريطانية قبيل الثورة

#### المستعمرات الكاثوليكية
- تأسست مستعمرة ماريلاند بموجب ميثاق منح سنة 1632 لجورج كالفرت، وزير خارجية تشارلز الأول، وابنه سيسيل، اللذين اعتنقا حينها مؤخرًا الكاثوليكية. تحت قيادتهم التي سمحت بممارسات تلك الطائفة، استقرت العديد من من عائلات المذهب الكاثوليكي الإنجليزي في ماريلاند. أخذت الحكومة الاستعمارية موقفًا محايدًا فيما يخص الشؤون الدينية، إذ قبلت كل الجماعات المسيحية ودعتها إلى تجنب الأعمال التي تعادي الآخرين. في عدة مناسبات، قاد المنشقون من الكنيسة الدنيا (فرع من الكنيسة الإنجليزية له طقوس بسيطة) بين البروتستانت تمردات أطاحت مؤقتا بحكم كالفرت. في سنة 1689، عندما اعتلى وليم وماري العرش الإنجليزي، أذعنا لمطالب البروتستانت بإلغاء الميثاق الملكي الأصلي. في سنة 1701، «تأسست» كنيسة إنجلترا بصفتها كنيسة الولاية في ماريلاند. على مدار القرن الثامن عشر، منع البروتستانت الكاثوليك من تولي المناصب العامة في المستعمرة، ثم منعوهم من حق التصويت. لم تنفذ جميع القوانين التي صدرت ضد الكاثوليك (لا سيما القوانين التي تقيد حقوق الملكية وتفرض عقوبات على إرسال الأطفال لتلقي التعليم في المؤسسات الكاثوليكية الأجنبية)، واستمر بعض الكاثوليك في تولي المناصب العامة.
- عندما انتقلت فرنسا الجديدة إلى بريطانيا العظمى سنة 1763 بعد هزيمتها فرنسا في حرب السنوات السبع، مارست سياسة التسامح مع الكنيسة الكاثوليكية في المستعمرة. لم يجبر أي كاثوليكي في كيبك أو في أنحاء أخرى من فرنسا الجديدة على اعتناق الكنيسة الأنجليكانية. فتح البريطانيون المستعمرة للبروتستانت الهوغونوتيين، الذين منعتهم السلطات الاستعمارية الفرنسية السابقة من الاستيطان، ما كان استمرارًا للتمييز الذي كان قائمًا في فرنسا.
- تخلت إسبانيا عن فلوريدا لصالح بريطانيا العظمى في عام 1763، في مقابل تخليها عن مطالبات أخرى. قسم البريطانيون فلوريدا إلى مستعمرتين. كانت لدى مستعمرة فلوريدا الشرقية والغربية على السواء سياسة متسامحة مع السكان الكاثوليك، إذ كانت الكاثوليكية الدين القائم للمستعمرات الإسبانية.

#### المستعمرات البروتستانتية
- أسس مستعمرة بلايموث حجاج أو منشقون أو انفصاليون إنجليز من الكالفنيين.
- تأسست مستعمرة خليج ماساتشوستس، ومستعمرة نيو هافن، ونيو هامبشير على يد البيوريتانيين والأنجليكيين دونًا عن البروتستانت الكالفينيين.
- تأسست نيو نذرلاند (هولندا الجديدة) على يد أتباع الكنيسة المصلحة الهولندية من الكالڤينيين.
- كانت مستعمرات نيويورك، فيرجينيا، كارولينا الشمالية، كارولينا الجنوبية، وجورجيا رسميًا تتبع كنيسة إنجلترا، لكن الكنيسة الإنجليكانية كانت الكنيسة القائمة في المستعمرات الجنوبية. إذ استوعبت الكالفينيين الهولنديين والمهاجرين البروتستانت الآخرين، وكان لنيويورك تعداد سكاني أكثر تنوعًا.

#### مستعمرات بدون كنيسة قائمة
- تعتبر مستعمرة رود آيلاند ومزارع بروفيدنس، التي أسسها المنشقون الدينيون المعمدانيون، أول نظام سياسي يمنح الحرية الدينية لجميع مواطنيها.
- تأسست مقاطعة بنسلفانيا على يد الكويكرز (جمعية الأصدقاء الدينية)، لكن المستعمرة لم يكن لديها كنيسة قائمة أبدًا.
- حظرت ولاية ويست جيرسي التي أسسها الكويكرز أيضًا ترسيخ أية مؤسسة دينية.
- مستعمرة ديلاوير.